# Arvid Spanberg
Arvid Spanberg, (Estocolmo, 3 de abril de 1890 - Nueva York, 11 de mayo de 1959) fue un nadador (salto) sueco que compitió en pruebas de saltos por su país.
Spangberg obtuvo la medalla de bronce olímpica, conquistada en 1908, en la prueba de plataforma de los 10 metros en los Juegos Olímpicos de Londres 1908. Luego, se mudó a los Estados Unidos, donde pasó a cumplir por el nombre de Fred y venció en eventos nacionales por el New York Athletic Club. Saliente en las competiciones, pasó a ejercer la profesión de entrenador. Falleció a los 69 años de edad, en la ciudad de Nueva York.